# Kickboxing giapponese
La kickboxing giapponese è chiamata in inglese oriental kickboxing. Secondo alcuni, il termine "kickboxing" sarebbe stato inventato in Giappone negli anni 1950 da esperti di karate, che avevano bisogno di confrontarsi con un contatto totale.

## Storia
Il  birmano Maung Gyi era un praticante della kickboxing di quell'epoca e allievo di esperti della bando kickboxing birmana nonché del grande maestro di karate Gōgen Yamaguchi, detto "il gatto". Nel 1958, Maung Gyi combatté in Giappone sotto differenti nomi e fece conoscere il pugilato birmano, detto lethwei, in occasione dei tornei di kickboxing giapponese.
Secondo altre fonti, la kickboxing giapponese sarebbe stata inventata dopo i giochi olimpici del 1964 dall'organizzatore di combattimenti Osamu Noguchi, che intese creare una versione giapponese del Muay Thai (il pugilato thailandese). Durante un viaggio di studio nei paesi del sud-est asiatico, Noguchi si ispirò principalmente alla boxe thailandese. Poco tempo dopo, grazie all'entusiasmo di Kenji Kurosaki, un praticante del Kyokushinkai (forma di Karate che autorizza i contatti), nasceva la kickboxing giapponese, in cui il regolamento permetteva di colpire con calci, pugni, ginocchiate e gomitate, e anche certe proiezioni di judo). Noguchi diede un nome americano facile di ricordare alla nuova disciplina, che ebbe un successo immediato.
Dopo avere creato il proprio stile di combattimento, nel 1969 Kenji Kurosaki realizzò il celebre campo di allenamento Mejiro-Gym di Tokio, diventando il pioniere della kickboxing degli anni 1970. Tra i più famosi dei suoi allievi vi furono Akio Fujihira, Toshio Tabata, Yoshiji Soeno, il francese Patrick Brizon, l'olandese Jan Plas (celebre allenatore olandese) ed il brillante Toshio Fujiwara (leggenda del kickboxing giapponese, con 129 vittorie). Negli anni novanta insegnò l'arte all'italiano Fabio Martella e al famoso svizzero Andy Hug. Durante i primi anni, i kick-boxer giapponesi venivano direttamente dal Kyokushinkai.

## Stile
La forma di kickboxing giapponese più diffusa nel paese è quella praticata in occasione del famoso torneo "K-1", che riunisce i migliori combattenti del pianeta. Questa forma di kickboxing le cui regole sono chiamate "K-1 rules" o "oriental rules" è stata inventata da Kazuyoshi Ishiisono, che ha rilanciato la kickboxing anche a livello mediatico dopo un periodo di flessione negli anni ottanta. Anche questo regolamento ha in comune con altri tipi di kickboxing il divieto di colpire con i gomiti e di afferrare l'avversario per il collo, tuttavia è permesso l'uso delle ginocchiate, portate solitamente con le tipiche meccaniche dei colpi di matrice thailandese.